# Židovský hřbitov u Hřivčic
Židovský hřbitov u Hřivčic se nachází asi jeden kilometr jižně od vesnice Hřivčice ve správním území obce Peruc. Lze se k němu dostat od obecního hřbitova v Hřivčicích cestou přes železniční trať a pak asi 400 metrů jihozápadním směrem po polní cestě.
Židovský hřbitov se rozkládá se na celkové ploše 3163 m² a dochovalo se zde zhruba 300 náhrobků. Nejstarší dochovaný náhrobek (maceva) pochází z poloviny 18. století (z roku 1759). Historickým vlastníkem hřbitova (dle katastru nemovitostí parcela 208) bylo Izraelitské pohřební bratrstvo pro Hříškov a okolí, současným pak židovská obec Teplice.

## Historie
Židovský hřbitov byl založen v druhé polovině 17. století. Doba založení hřbitova a s ním souvisejícího spolku Chevra Kadiša pro Hříškov a okolí se traduje od roku 1640 (podle seznamu spolků v rakouské monarchii z roku 1892), stanovy tohoto spolku kladou datum nejstarších protokolů do roku 1652. Starý pinkas se stanovami (obecní kniha) byl obnoven v roce 1733 a pak 1786. V roce 1843 došlo k rozšíření hřbitova (viditelné od náhrobku č. 156),  hřbitovní budova márnice pochází pravděpodobně z téže doby, neboť na stabilním katastru z roku 1841 ještě není. Celková plocha pozemků je 5025 m². Na bývalém pohřebišti o ploše 3163 m² (více než místní hřbitov – 1361 m²) je dochováno kolem 400 náhrobků, z nichž je mnoho barokních a klasicistních. Nejstarší pochází z roku 1687.
Na mnohých pískovcových náhrobcích je původní hebrejské písmo, které je často doplněno symboly hvězd, rukou i tradičních liliových květů. Na některých hrobech jsou uvedeny i  základní informace v latince. Nejmladší, často již žulové náhrobky, jsou čitelné celé. Jsou zde pohřbeni lidé ze Slavětína, Hříškova, Peruce, Hořešovic, Vraného a dalších vesnic v širokém okolí. Příkladem mohou být náhrobky Evy Pollakové z Velkých Hořešovic z roku 1907, nebo Aloise Poppera, řezníka z Vraného, z roku 1906. Z čitelných nápisů lze zjistit, že se zde pohřbívalo naposledy ve třicátých letech 20. století.
Z čitelných nápisů lze zjistit, že se zde pohřbívalo naposledy ve třicátých letech 20. století. Podle historických map vedla ke hřbitovu cesta také od Vrbna nad lesy směrem ke křížku u železniční trati. Ta byla zrušena v rámci scelování lánů a další zemědělské činnosti. V nedávné době však byla obnovena a byla na ní instalována odpočinková místa na místech s pěkným výhledem.
V regionu Perucko byla po roce 1918 místní židovská komunita natolik integrovaná do většinové společnosti, že mnozí její příslušníci byli pohřbíváni také na obecních hřbitovech, čímž význam tohoto pietního prostoru klesal. Během druhé světové války (po šoa) tato komunita prakticky zanikla. Po roce 1945 se o bývalý hřbitov nikdo nestaral a postupně zpustl.  Koncem 20. století byl hřbitov ve zuboženém stavu, náhrobky pokácené a zarostlé křovím. Teprve od roku 2000 se objevují aktivity pro záchranu tohoto hřbitova.[chybí lepší zdroj]
Podle jiných zdrojů byl hřbitov založen patrně v první polovině 18. století, někde se objevuje údaj 1733. V roce 1837 pak došlo k jeho rozšíření. Podle historických map vedla ke hřbitovu cesta od Vrbna nad Lesy směrem ke křížku u železniční trati. Ta však byla v rámci scelování lánů a další zemědělské činnosti zrušena. V nedávné době však byla obnovena a byla na ní instalována odpočinková místa na místech s pěkným výhledem.
Hřivčická židovská komunita přestala existovat podle zákona z roku 1890. Do okupace se o hřbitov starala židovská obec v Lounech. Po roce 1939 se o bývalý hřbitov nikdo nestaral a ten postupně zpustl. Hroby a náhrobky však byly vykrádány jen ojediněle. Koncem 20. století byl hřbitov ve zuboženém stavu, náhrobky pokácené a zarostlé křovím.

## Současnost
O rekultivaci židovského hřbitova se pokusila v roce 2000 Apoštolská církev Chomutov, misijní stanice Černčice ve spolupráci s Církví československou husitskou, náboženskou obcí Peruc. Na šedesát let neudržovaném hřbitově začaly s odstraňováním křovin. Tato aktivita však skončila a v roce 2008 byl hřbitov opět zarostlý.
Na základě reportáže na internetových peruckých stránkách se o obnovu hřbitova začala zajímat Židovská obec Teplice. Podařilo se domluvit s občanem Peruce, který již během jednoho roku dokázal hřbitov téměř vyčistit od většiny náletových dřevin. Tato spolupráce pokračovala i v letech 2009 a 2010, byly vykáceny některé suché stromy a průběžně sekána tráva a likvidovány nálety.
V letech 2011–2014 projekt rekultivace Židovského hřbitova u Hřivčic realizoval Husův sbor na Peruci za finanční podpory Nadačního fondu obětem holocaustu a Úřadu práce Ústeckého kraje. V rámci I.–IV. etapy projektu se znovu postavilo více než 120 zachovalejších náhrobků, byla průběžně rekultivována a udržována zeleň. Dále byla na hřbitov umístěna informační cedule o historii židovského hřbitova a do nedaleké obce Hřivčice byly umístěny směrovky informující návštěvníky regionu o existenci této památky.
Od roku 2015 převzal péči o památku nově založený Spolek na obnovu židovských památek na Perucku. Ten realizoval společně s Federacích židovských obcí a organizací Matana projekt opravy obvodové zdi za přispění European Jewish Cemeteries Iniciative. Díky nadační fondu obětem holocaustu byla provedena úprava bývalé márnice pro památník IN MEMORIAM obětem holocaustu z Peruce, který byl navržen Suslikem. Památník byl dne 21. června 2016 slavnostně odhalen za účasti vrchního zemského rabína Karola Sidona a je přístupný veřejnosti.
Od října roku 2017 je otevřená stálá výstava s názvem Židovský hřbitov u Hřivčic – Rekonstrukce a historie, která se nachází v Obřadní síni Židovského hřbitova v Lounech. Výstava se věnuje historii této židovské památky s uvedením nově zpracované historicko-geografické studie hřbitova autorů Daniela Polakoviče z Židovského muzea v Praze a Václava Freda Chvátala z Muzea Českého lesa v Tachově.

## Galerie

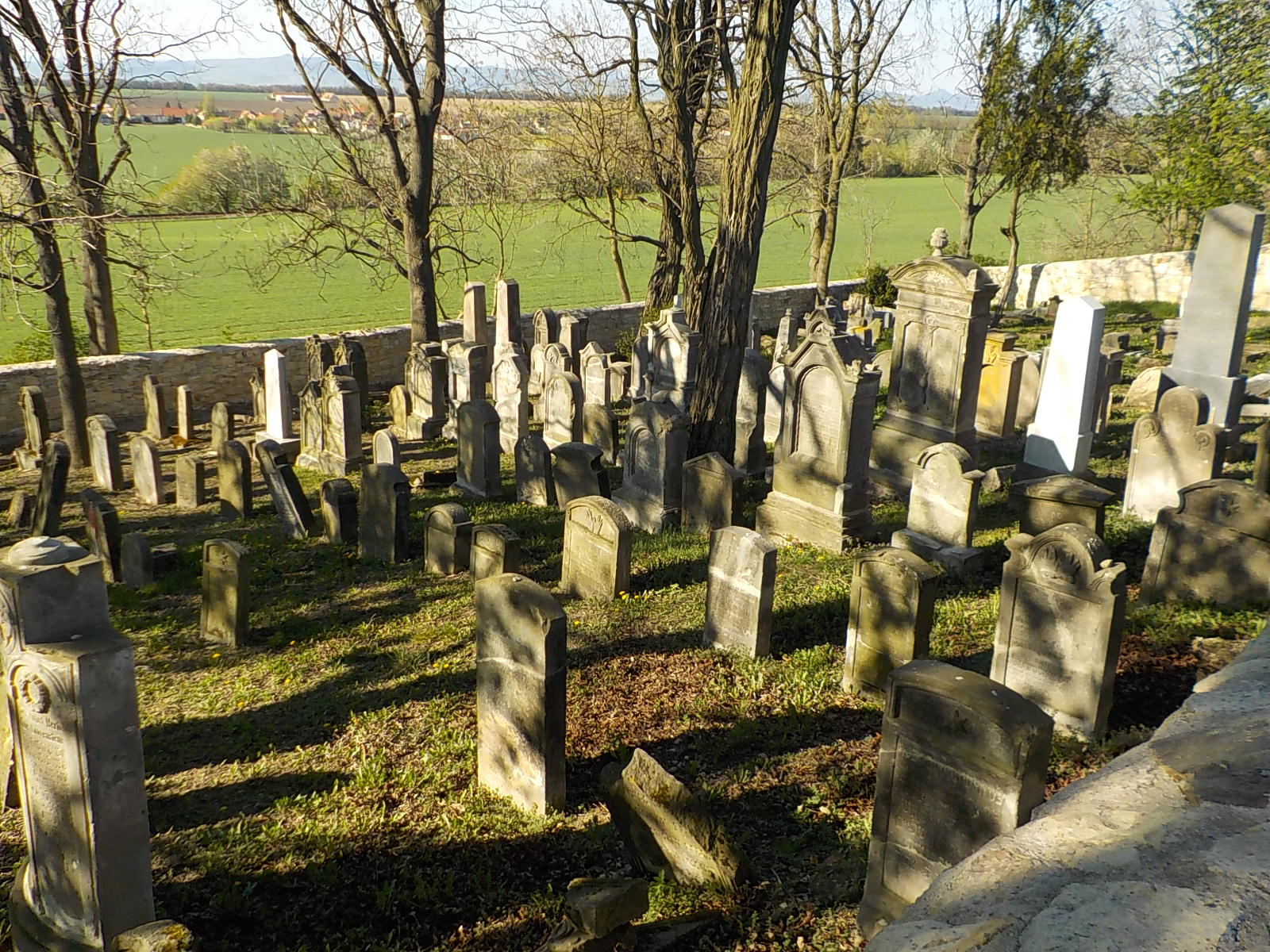
Židovský hřbitov u Hřivčic 2019
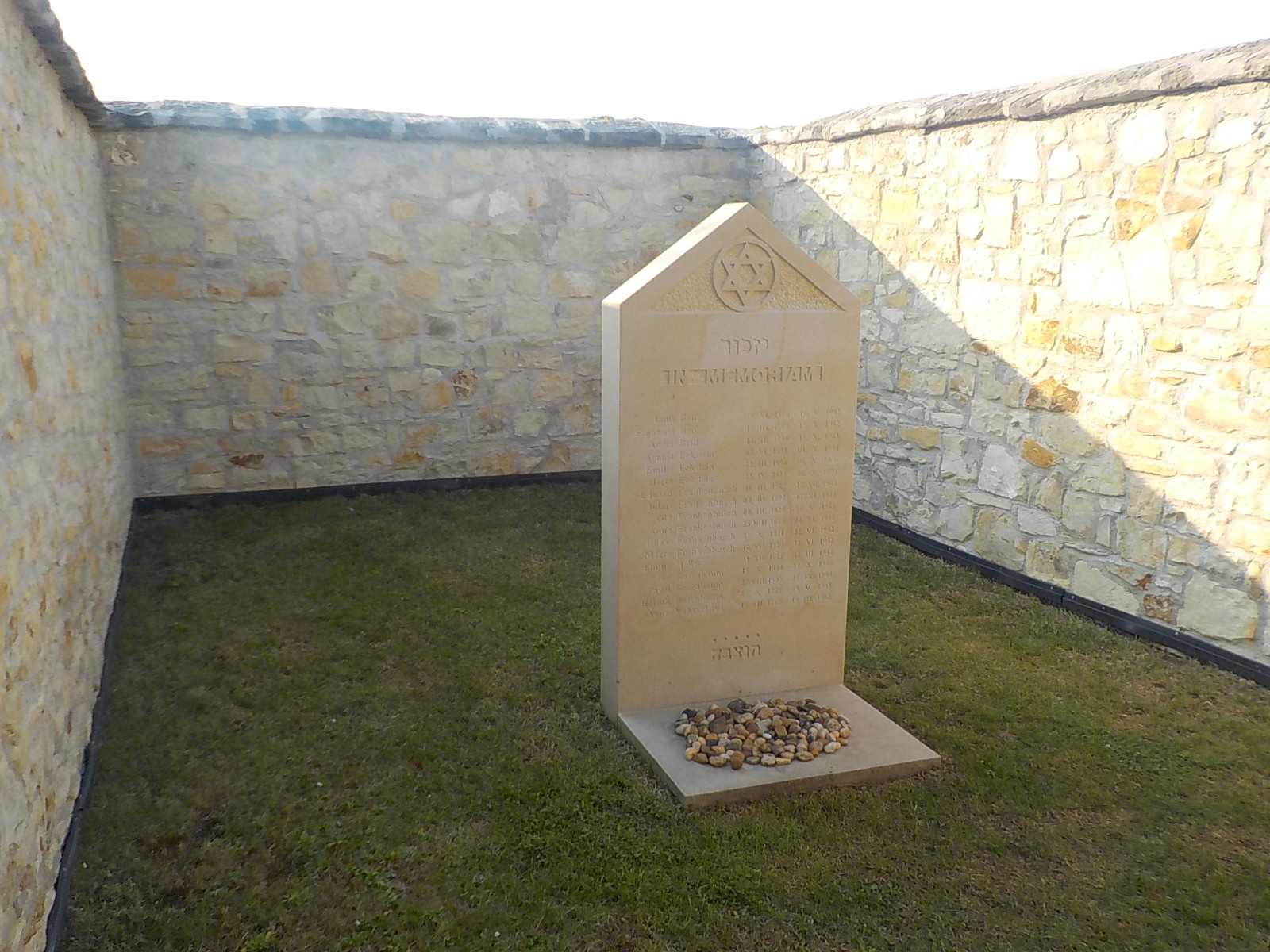
Památník oběhem holocaustu z Peruce
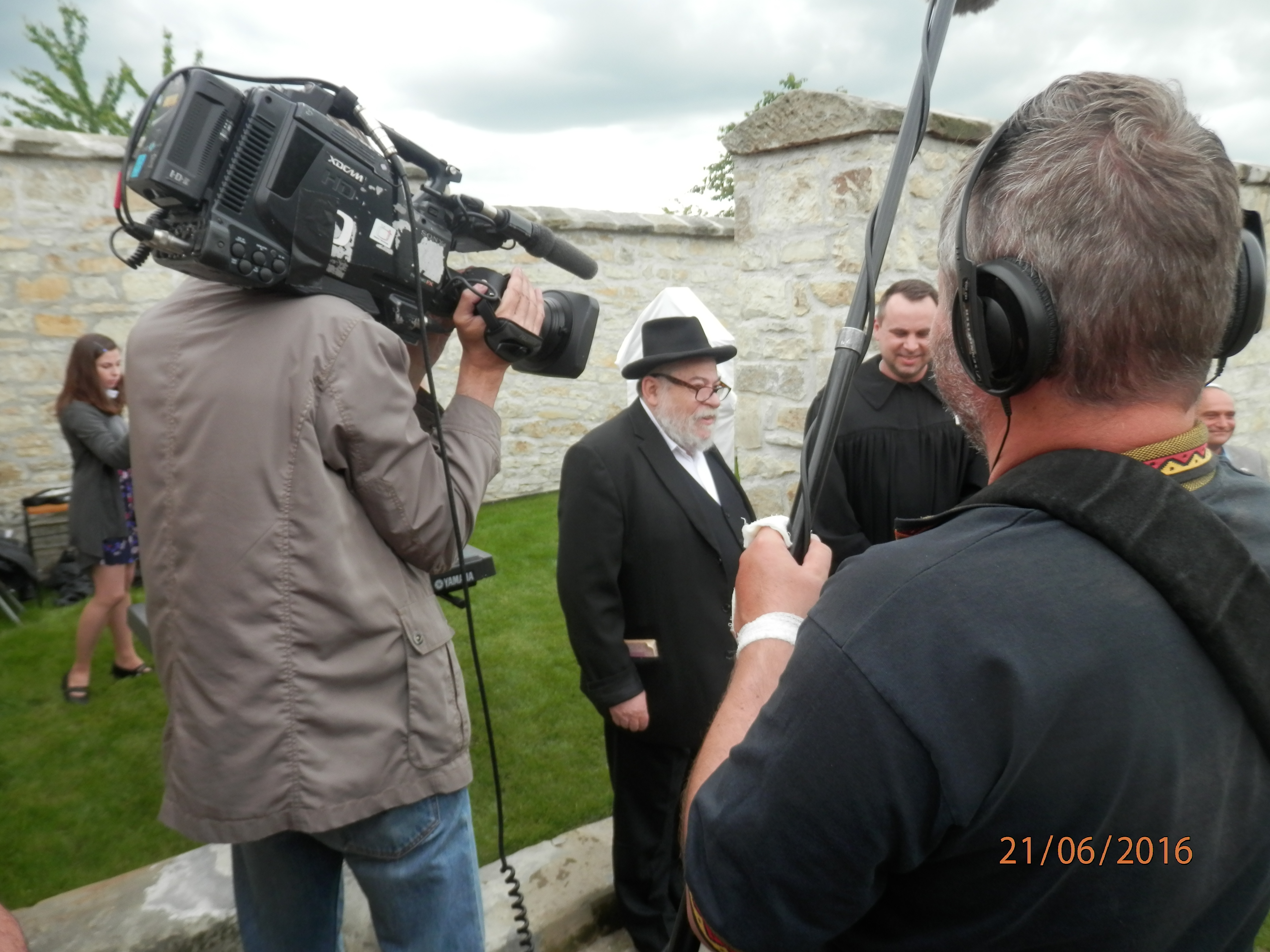
Vrchní zemský rabín Karol Sidon na Židovském hřbitově u Hřivčic